# Языковая игра
Языкова́я игра́ (нем. Sprachspiel) — философское понятие, введённое Людвигом Витгенштейном в «Философских исследованиях» 1953 года, для описания языка как системы конвенциональных правил, которые соблюдаются в коммуникации. Языковая игра имеет отношение к приведённым им примерам использования примитивных языков и действий, в которые вплетаются эти языки. Витгенштейн утверждал, что слово или предложение имеет определённое значение, основанное только на «правилах» текущей «игры». Например, в зависимости от контекста, высказывание «Плита!» может быть либо приказом, либо ответом на вопрос, либо каким-нибудь другим видом коммуникации. Концепция языковой игры приходит на смену концепции метаязыка.

Согласно позднему Витгенштейну, речевой оборот «Солнце восходит» в рамках современной астрономической теории является не ложным, а бессмысленным; в контексте же языковой игры крестьян или туристов он, напротив того, осмыслен.

## Примеры
Классическим примером языковой игры является так называемый «язык строителей», представленный в § 2 Философских исследований:
Язык позволяет коммуницировать строителю «А» со своим помощником «Б». «А» использует различные строй-материалы при строительстве: блоки, столбы, плиты и балки. «Б» должен передавать эти строй-материалы в той последовательности, в которой они нужны «А». Для этих целей они используют язык, состоящий из слов «блок», «столб», «плита», «балка». «А» произносит слово языка — «Б» приносит строй-материал, соответствующий этому слову. Будем считать это полноценным примитивным языком.
Позже добавляются слова «это» и «туда» (с функциями, аналогичными функции, которую эти слова имеют в естественном языке), и «а, б, в, г» в качестве шкалы значений. В качестве шкалы Витгенштейн предлагает цветовую шкалу. Пример его использования: строитель «А» говорит «г — плита — туда» и указывает, а строитель «Б» берёт плиту подходящую под образец «г» и перемещает её в то место, на которое указывает «А». В эту деятельность строителей вплетено то, что мы называем языком, но в упрощённой форме. Эта языковая игра напоминает простые формы языка, которым учат детей, и Витгенштейн просит, чтобы мы воспринимали ее как «полноценный примитивный язык» для «племени» строителей.

 Также в «Философских исследованиях» для понимания многообразия языковых игр в повседневной жизни, Витгенштейн приводит следующие примеры таких игр: 

- Отдавать приказы и подчиняться.
- Описывать внешний вид объекта или его размеры.
- Создавать объект по описанию (чертежу).
- Сообщать о событии.
- Обсуждать событие.
- Выдвигать и проверять гипотезу.
- Представлять результаты эксперимента в таблицах и схемах.
- Сочинять истории и читать сочиненное.
- Играть на сцене.
- Петь хороводные песни.
- Отгадывать загадки.
- Придумывать шутки и делиться ими.
- Решать арифметические задачи.
- Переводить с одного языка на другой.
- Спрашивать, благодарить, бранить, приветствовать, молить.

## Более узкая трактовка понятия «языковая игра» в отечественных источниках
В отечественном языкознании термин вошёл в широкий научный обиход после публикации коллективной монографии «Русская разговорная речь» Е. А. Земской, М. В. Китайгородской и Н. Н. Розановой, хотя сами лингвистические явления, обозначаемые данным термином, имеют достаточно длительную историю изучения.
Авторы монографии используют термин «языковая игра» в значении близком к «игровая форма общения», тогда как Витгенштейн, вводя это понятие, подразумевал, что любая форма общения с использованием языка либо деятельность с вплетением языка, является языковой игрой, даже если для этого используется «примитивный язык».
Так, в данной работе, указывается, что языковая игра — это «те явления, когда говорящий „играет“ с формой речи, когда свободное отношение к форме речи получает эстетическое задание, пусть даже самое скромное. Это может быть и незатейливая шутка, и более или менее удачная острота, и каламбур, и разные виды тропов (сравнения, метафоры, перифразы и т. д.)». Авторы монографии изучают использование этих видов игры в разговорной речи и считают, что языковую игру следует рассматривать как реализацию поэтической функции языка. К основным функциям игры, они относят комическую. Например: «Плодите и размножайте!» — реклама копировальной техники. Однако, как отмечают авторы данной главы, комизм — наиболее частая, но не единственная функция языковой игры в разговорной речи.

### Фонетика,графика,орфография
Пародист Евгений Венский, пародируя Андрея Белого, использует фонетические средства — повторение одного звука:

Тоща, как мощи ты.

Тоща, кащей те во щи!

Как теща, тощи мощи.

Ты тщетность красоты.

Комическое впечатление производит шутливо-надрывное обращение А. П. Чехова в письме к брату Александру: «Братт!» Любопытны также шутливые подписи, например, подпись одного из Полторацких, совмещающая буквы и цифры, «1,5цкий», либо подпись переводчика Фёдора Фёдоровича Фидлера — «Ф. Ф. Ф.» или «Ф³».

### Морфология
Иногда языковые шутки обыгрывают (и тем самым подчёркивают) «неприкосновенность» слова (словоформы). Только в шутку его можно рассечь на части:

Напишите мне нечто о Карамзине, ой, ых (А. С. Пушкин).

Выходя из аудитории, профессор говорит: «Следующая лекция состоится во вторницу», а потом кричит в дверь: «ник!»

Рассечение на части слова треволнения остроумно обыгрывается Н. С. Лесковым в рассказе «Полунощники»:

Николай Иванович к народу был проще, но зато страсть какой пpедпpиятельный: постоянно он в трёх волнениях, и все спешит везде постанов вопросу делать.

Удачно использует этот приём Борис Пильняк в романе «Голый год». В Москве, в годы Гражданской войны, человек, читая по складам вывеску магазина «Коммутатоpы, аккумулятоpы», понимает её в духе pеволюционной непpимиpимости («Кому — татоpы, а кому — лятоpы») и возмущается неpавнопpавием: «Вишь, и тут обманывают пpостой наpод!»
Иногда обыгрывается отсутствие того или иного члена парадигмы. На затруднительности образования формы родительного падежа во множественном числе слова кочерга (кочерг? кочерег? кочерёг?) М. Зощенко построил целый рассказ.
Нередко обыгрывается невежественное осмысление иностранных имён собственных на -а, -я как обозначающих лица женского пола:

Подумаешь, Спиноза нашлась!

Сенечка. …Мария Сергеевна, я вас любил без нахальства, вежливо, как Данте свою Петрарку (В. Шкваркин).

Комический эффект производит образование сравнительной или превосходной степени от слов, её не имеющих:

Пусть ты чёрт.

Да наши черти

Всех чертей

В сто раз чертей (А. Твардовский. Василий Тёркин).

— Мне сам папа сказал…
— Мне сама мама сказала…
— Но ведь папа самее мамы… Папа гораздо самее (К. Чуковский. От двух до пяти).

### Синтаксис
Некоторые синтаксические конструкции допускают двоякое понимание, и это позволяет использовать их в языковой игре:

— Ты что это там, Маничка, так гpомко читаешь!?
— Истоpию, мама.
— Так читай пpо себя.
— Да в Истоpии, мамочка, пpо меня ничего не написано (журнал «Сатирикон»).

Какой-то господин, участник похоронной процессии, обратился к соседу:
— Вы не скажете, кто покойник?
— Точно не знаю. Думаю, что как раз тот, что едет в передней карете (Жюль Ренар).

Деепричастный оборот может указывать на простую одновременность не связанных между собой событий, но может также содержать обоснование того, что описывается в первой части предложения:

— Я была дурой, выходя за тебя замуж!
— Да, но я был тогда так увлечён тобой, что этого не заметил.

В ряде случаев шутка строится на намеренном нарушении принципов сочетаемости слов:

Уехал поездом, вернулся ослом.

Сегодня вечерней лошадью я возвращаюсь в мою милую Одессу (фильм Неуловимые мстители).

Мальчик спрашивает: а где мама от этой девочки?

### Стилистика
Комическое впечатление производит использование специальной терминологии — спортивной, военной, научно-технической и т. п. при описании обычных бытовых ситуаций:

На свадьбе спортсмена женщина обращается к молодому человеку:
— Простите, это Вы жених?
— Нет, я выбыл в четвертьфинале.

Эй, славяне, что с Кубани,

С Дона, с Волги, с Иртыша,

Занимай высоты в бане,

Закрепляйся не спеша! (А. Твардовский «Василий Тёркин»)

Наташа, родная, желанная!

Изранил меня треугольник страстей

Заела любовь многогранная (М. Исаковский. Формула любви).

### Языковая игра в СМИ
В отечественном языкознании активно ведётся исследование языковой игры в средствах массовой информации. В данном направлении работают С. И. Сметанина, С. В. Ильясова и Л. П. Амири, Н. И. Клушина, А. А. Негрышев и др.
Языковая игра широко используется журналистами в заголовках СМИ, чаще всего посредством прецедентных текстов. Изучению прецедентных феноменов на материале различных языков посвящены работы М. А. Захаровой, М. А. Соловьевой, Г. А. Авдеевой, О. В. Лисоченко, Н. А. Ярошенко, М. С. Алексеевой, Л. В. Быковой, И. Э. Сниховской и др.